# Åkersbergarevyn
Åkersbergarevyn är en revyverksamhet i Åkersberga i Österåkers kommun och drivs av Åkersberga Revyförening med ett hundratal medlemmar. Verksamheten startade 1979 med en första nyårsrevy 1980; nyårsrevyer har producerats på Berga teater årligen sedan dess.  
Man bedriver även annan underhållningsverksamhet och startade 1983 den ungdomsinriktade sidoverksamheten Cabaret Yvonnes Barn & Ungdom, "Sveriges största barn- och ungdomskabaré", under ledning av bland andra Yvonne Ahlbom, där många blivande kända artister börjat sin bana, såsom Martin Stenmarck, Christian Walz, Stefan Roos, Carina Berg, Linda Rapp och Daniel Ottosson. De många produktionerna har utöver på Berga teater genom åren spelats bland annat på Globen, Liseberg, Gröna Lund, Intiman, Chinateatern, Berns salonger samt i SVT och SR.
Åkersbergarevyn var 1984 värd för Revy-SM och har 1992 samt 2002 vunnit LISTON-priser vid Revy-SM.	